# Suzue Takayama
Suzue Takayama (jap. 高山 鈴江 Takayama Suzue; ur. 12 grudnia 1946 w prefekturze Osaka) – japońska siatkarka. Srebrna medalistka igrzysk olimpijskich w Meksyku i złota medalistka mistrzostw świata w piłce siatkowej kobiet w 1967.